# Chalenata noxia
Chalenata noxia là một loài bướm đêm trong họ Noctuidae.